# Apostoli di Gesù
Gli Apostoli di Gesù (in inglese Apostles of Jesus) sono un istituto religioso maschile di diritto diocesano, originario della diocesi di Moroto (Uganda): i membri di questa congregazione clericale pospongono al loro nome la sigla A.J.

## Storia
La congregazione venne fondata dal missionario italiano Giovanni Marengoni (1922-2007), comboniano, per la formazione del clero missionario in Africa.
Ottenuto il nihil obstat della Congregazione di Propaganda Fide (3 maggio 1968), il vescovo di Moroto, il comboniano Sisto Mazzoldi, emanò il decreto di erezione canonica dell'istituto il 23 maggio 1968. Le costituzioni della congregazione vennero approvate dal vescovo Mazzoldi il 25 marzo 1970.

## Attività e diffusione
Gli Apostoli di Gesù gestiscono seminari, scuole, orfanotrofi e centri medici; prestano servizio pastorale come parroci, vicari parrocchiali e cappellani negli ospedali e nei college.
In onore di Mazzoldi, Abel Beinomugisha (Kijubwe, 1958) ha realizzato la Bishop Mazzoldi Primary School di Rushebeya nel distretto di Kanungu (Uganda) che accoglie circa 400 studenti; tra le altre opere di Beinomugisha, la creazione (sempre a Kanungu) di un orfanotrofio per bimbi in età pre-scolare, la costruzione di una scuola secondaria a Kamwezi per un centinaio di studenti e la creazione di un circuito di microcredito per le famiglie nel distretto di Kabale.
Contano circa 60 comunità presenti in Botswana, Etiopia, Kenya, Sudan, Sudafrica, Tanzania e Uganda: sono presenti anche in Italia, Regno Unito e Stati Uniti d'America. Nel 2008 gli Apostoli di Gesù erano 377 (367 sacerdoti e 10 fratelli laici).